# 德羅普利
德羅普利，是阿爾巴尼亞南部吉羅卡斯特州的一个市镇。该市镇成立于2015年地方政府改革后，由原三个市镇合并而成，原三个市镇则成为新市镇的行政分区。市镇面積为448.45平方公里，2011年人口数量为3,503人。居民主要是希臘裔。